# Кулиг, Ким
Ким Кулиг (нем. Kim Kulig; род. 9 апреля 1990, Херренберг, Баден-Вюртемберг) — немецкая футболистка, выступавшая на позиции полузащитника и нападающего. Чемпион Европы (2009). Ассистент главного тренера клуба «Вольфсбург».

## Карьера

### Клубная
Ким Кулиг родилась 9 апреля 1990 года в Херренберге, Баден-Вюртемберг. В возрасте восьми лет начала свою карьеру в футбольном клубе «Польтринген», где играла в одной команде с мальчиками. В 2001 году перешла в «Унтеръесинген», а спустя два года — в «Зиндельфинген».
В 2006 году в составе этого клуба девушка дебютировала во второй женской Бундеслиге. В 2008 году Кулиг была награждена медалью Фрица Вальтера. В этом же году перешла в состав команды первой Бундеслиги «Гамбург». За «Гамбург» Кулиг провела 59 матчей, забила 27 голов. В 2011 году подписала контракт с футбольным клубом «Франкфурт».
В сентябре 2015 года Ким завершила карьеру из-за проблем с коленом. C 2017 года тренирует резервную команду «Франкфурта» и комментирует футбольные матчи на канале ZDF.

### В сборной
Выступала за молодёжные сборные Германии. 25 февраля 2009 года дебютировала в составе основной национальной сборной в матче против Китая. Первый гол забила 6 марта 2009 года также в ворота сборной Китая. В составе сборной стала чемпионом Европы (2009).

#### Голы за сборную
| Голы Ким Кулиг за сборную Германии | Голы Ким Кулиг за сборную Германии | Голы Ким Кулиг за сборную Германии | Голы Ким Кулиг за сборную Германии | Голы Ким Кулиг за сборную Германии | Голы Ким Кулиг за сборную Германии | Голы Ким Кулиг за сборную Германии |
| №                                  | Дата                               | Место                              | Соперник                           | Счёт                               | Итог                               | Турнир                             |
| ---------------------------------- | ---------------------------------- | ---------------------------------- | ---------------------------------- | ---------------------------------- | ---------------------------------- | ---------------------------------- |
| 1                                  | 6 марта 2009                       | Албуфейра, Португалия              | Китай                              | 2:0                                | 3:0                                | Кубок Алгарве 2009                 |
| 2                                  | 9 марта 2009                       | Фару, Португалия                   | Швеция                             | 2:3                                | 2:3                                | Кубок Алгарве 2009                 |
| 3                                  | 10 сентября 2009                   | Хельсинки, Финляндия               | Англия                             | 3:1                                | 6:2                                | Чемпионат Европы 2009              |
| 4                                  | 21 мая 2011                        | Ингольштадт, Германия              | КНДР                               | 1:0                                | 2:0                                | Товарищеский матч                  |
| 5                                  | 3 июня 2011                        | Оснабрюк, Германия                 | Италия                             | 3:0                                | 5:0                                | Товарищеский матч                  |
| 6                                  | 7 июня 2011                        | Ахен, Германия                     | Нидерланды                         | 4:0                                | 5:0                                | Товарищеский матч                  |
| 7                                  | 5 апреля 2013                      | Оффенбах, Германия                 | США                                | 1:2                                | 3:3                                | Товарищеский матч                  |

## Достижения

### Клубные
- Обладатель Кубка Германии: 2013/14

### В сборной
- Чемпион Европы: 2009
- Чемпион мира (до 20 лет): 2010
- Бронзовый призёр чемпионата мира (до 20 лет): 2008

### Индивидуальные
- Медаль Фрица Вальтера в серебре[5][6]
- Спортсменка года в Гамбурге: 2010